# Hohenau an der Raab
Hohenau an der Raab là một đô thị thuộc huyện Weiz thuộc bang Steiermark, nước Áo. Đô thị Hohenau an der Raab có diện tích 37,8 km², dân số thời điểm cuối năm 2005 là 1371 người.